# Alienation of Affection
Alienation of Affection (dt. Entfremdung) ist ein deliktsrechtlicher Schadensersatzanspruch im Recht einiger US-Bundesstaaten.
Der Tatbestand setzt voraus, dass ein Dritter eine Ehe zerstört und einen Ehegatten veranlasst, sich von dem anderen emotional abzuwenden, gewöhnlich als Folge eines Ehebruchs. Der Deliktsanspruch betrifft vor allem ein öffentliches Interesse am Erhalt der Ehe und ist nach allgemeiner Auffassung weniger auf den Verlust der Zuneigung des Ehepartners (loss of affection) als auf den Verlust der ehelichen Lebensgemeinschaft (loss of consortium) ausgerichtet. Der Anspruch geht auf das alte englische Recht zurück, wonach ein Ehemann wegen des Verlusts seiner Ehefrau dieselben Rechte hatte wie wegen Diebstahls von Eigentum.
Der Kläger in derartigen Fällen muss beweisen, dass infolge der Affäre die Ehe Schaden genommen hat. Anspruchsteller können heute Männer und Frauen sein, Anspruchsgegner ist der Liebhaber oder die Liebhaberin. Der Anspruch besteht heute noch in Hawaii, Mississippi, New Mexico, Oklahoma, South Dakota, Utah und North Carolina.